# August Bellert
August Bellert (* 3. Juni 1877 in Langenzenn; † 25. Februar 1951 in Nürnberg) war Politiker zunächst der SPD später der USPD und der VKPD.
Bellert war bis 1908 Drechsler. Er war Funktionär der Stockarbeiter im Holzarbeiterverband im Ort Wald bei Solingen. Danach war er bis 1917 Parteisekretär der SPD in Solingen, zeitweise war er gleichzeitig Vorsitzender der Partei in dieser Stadt. Im Jahr 1917 trat er zur USPD über. Bis 1920 war er für diese Partei Sekretär in Solingen. Während der Novemberrevolution war Bellert Mitglied des geschäftsführenden Ausschusses des Arbeiter- und Soldatenrates für den Kreis Solingen. Von 1919 bis 1921 gehörte er der verfassungsgebenden preußischen Landesversammlung an. Bei der Spaltung der USPD trat Bellert zur VKPD über. Seit 1920 lebte er in Nürnberg.